# Batova reka
Batova reka (bulgariska: Батова река) är ett vattendrag i Bulgarien.   Det ligger i regionen Dobritj, i den östra delen av landet, 400 kilometer öster om huvudstaden Sofia.